# رافائل دومجان
رافائل دومجان (Raphaël Domjan) (زادهٔ ۱۹ ژانویه ۱۹۷۲)، مدرس و کاوشگر سوئیسی است. او در فاصله زمانی سپتامبر ۲۰۱۰ تا می ۲۰۱۲ موفق شده‌است تا اولین پروژه سفر به دور دنیا را با استفاده از انرژی خورشیدی طرح‌ریزی کند و با استفاده از کاتاماران پلنت‌سولار ام اس به انجام برساند و در سال ۲۰۱۵، در اقیانوس منجمد شمالی با انرژی خورشیدی، کشتی‌رانی کند. او همچنین طراح و مدیر پروژه سولاراستراتوس است که اولین هواپیمای خورشیدی در استراتوسفر به حساب می‌آید. دومجان در اوت سال ۲۰۲۰، اولین پرش از یک هواپیمای الکتریکی و اولین سقوط آزاد از یک هواپیمای خورشیدی را انجام داد. او خلبان، کوهنورد، غواص و چترباز و همچنین عضو باشگاه جهان‌گردان نیویورک و انجمن جهان‌گردان فرانسه نیز هست.

## زندگی‌نامه
رافائل دومجان در ۱۹ ژانویه ۱۹۷۲ در نوشاتل سوئیس به دنیا آمده و در لوزان بزرگ شده است. او یکی از بنیان‌گذاران شرکت هوروس نتورکز سارل (Horus Networks Sàrl)، اولین وب سرور خورشیدی است که در سال ۲۰۰۱ تأسیس شده‌است.
دومجان در سال ۲۰۰۵، اولین پروژه سفرش به دور دنیا را با استفاده از انرژی خورشیدی اجرایی کرد. بعد از آن در سال ۲۰۰۷ شرکت پلنت‌سولار اس‌ای (بنیاد پلنت‌سولار) را تأسیس کرد. کاتاماران پلنت‌سولار در سال‌های ۲۰۰۸ تا ۲۰۱۰ در کشور آلمان ساخته شد و ایمو اشتروئر، کار آفرین آلمانی، بر روی آن سرمایه‌گذاری کرد.
دومجان در سال ۲۰۰۷ در سفری پژوهشی با سان ۲۱ درمیان مارتینیک و دومینیکا سفر کرده‌است. سان ۲۱ اولین کشتی خورشیدی است که توانسته اقیانوس اطلس را بپیماید. در این سفر بود که دومجان، اولین غواصی را، از یک قایق خورشیدی، احتمالاً برای اولین بار در طول تاریخ، انجام داد. او همچنین در پروژه سفر دریایی در شمال/جنوب ایالات متحده که با استفاده از یک خودروی خورشیدی و الکتریکی به نام سولارتاکسی، انجام شده با لوئیس پالمر همکاری داشته‌است.
دومجان در طول سال‌های ۲۰۱۰ تا ۲۰۱۲ مدیریت یک سفر پژوهشی را که برای اولین بار با کشتی خورشیدی پلنت‌سولار به دور دنیا انجام می‌شد، برعهده داشت.
او در سال ۲۰۱۲، به عنوان سخنران به عضویت انجمن جهانی سخنرانان درآمد. دومجان از آن زمان سخنرانی‌های متعددی را در سفرهای بین‌المللی‌اش انجام داده تا دلایل این سفرها را تشریح کند.
دومجان در سال ۲۰۱۴ افرادی را از سراسر جهان در قالب یک تیم دور هم جمع کرد و مأموریت سولاراستراتوس را با همراهی آن‌ها آغاز کرد. هدف این مأموریت رسیدن به استراتوسفر با یک هواپیمای خورشیدی بود. او درنظر دارد، این پروژه بی‌سابقه پرواز را در سال ۲۰۲۳ اجرایی کند.
دومجان قصد داشت در سال ۲۰۱۵ با همراهی ملوان به نام آن کوئمر اولین سفر دریایی با یک کایاک خورشیدی را به گذرگاه شمال غربی انجام دهد. متأسفانه آن‌ها به دلیل شرایط نامساعد جوی مجبور شدند بعد از طی کردن ۳۰۰ کیلومتر بازگردند. با این حال این سفر، اولین سفر به قطب با وسیله نقلیه، با سوخت خورشیدی در طول تاریخ به‌حساب می‌آید.
دومجان در ۲۵ اوت ۲۰۲۰ پرشی را از هواپیمای خورشیدی سولاراستراتوس اچ بی – اس ایکس‌ای در پیرن سوئیس انجام داد. خلبان آزمایش، میگوئل ایترمندی (Miguel Iturmendi) در این پرواز هدایت هواپیما را برعهده داشت. این اولین پرش از یک هواپیمای الکتریکی و اولین سقوط آزاد در پرواز با انرژی خورشیدی بود. او چندین بار از ارتفاع چند صد متری پایین پرید تا به سرعت ۱۵۰ کیلومتر بر ساعت رسید.
ایترمندی، اولین خلبانی بود که یکی از سران کشورهای جهان را در سال ۲۰۲۱ در پرواز با یک هواپیمای الکتریکی همراهی می‌کرد. آن‌ها در ۱۴ سپتامبر ۲۰۲۱ با یک هواپیمای پیپسترل ولیس 128 (Pipistrel Velis128) به همراه آلبرت دوم، شاهزاده موناکو با کمک برج مراقبت الکتروپستال از فرودگاه نیس در فرانسه و بر فراز قلمرو پادشاهی موناکو پرواز کردند. پرواز آن‌ها ۳۰ دقیقه به طول آنجامید و آن‌ها توانستند به حداکثر ارتفاع ۹۰۰ پای برسند.

## پلنت‌سولار

### اولین تور جهانی با استفاده از انرژی خورشیدی
ام اس تورانور پلنت‌سولار بزرگ‌ترین و جدیدترین کشتی خورشیدی است که دور دنیا را با استفاده از انرژی خورشیدی پیموده‌است. پلنت‌سولار و خدمه آن بعد از ترک موناکو در ۲۷ سپتامبر ۲۰۱۰، مسیری نزدیک به خط استوا را در پیش گرفتند. این کشتی پس از گذر از اقیانوس اطلس، آبراه پاناما، اقیانوس آرام، اقیانوس هند، کانال سوئز و دریای مدیترانه در ۴ می ۲۰۱۲، پس از پیمودن ۶۰٬۰۰۶ کیلومتر در طول ۵۸۵ روز به موناکو بازگشت.

### خدمه‌های عضو پلنت‌سولار در اولین سفر جهانی خورشیدی (۲۰۱۰–۲۰۱۲)
رافائل دومجان در طول این سفر پژوهشی دور دنیا، در سال‌های ۲۰۱۰ تا ۲۰۱۲ مدیریت پلنت‌سولار را برعهده داشت. پاتریک مارچزو از موناکو تا نومئا و اروان له روزیک در طول مسیر برگشت، هدایت کشتی را بر عهده داشتند. در طول این سفر، قایق‌رانی به نام جنز لنگواسر و یک مهندس برق به نام کریستیان اوشنباین آن‌ها را همراهی کردند.

### اولین‌ها و رکوردها
پلنت‌سولار در طول این سفر دور دنیا به تعدادی از اولین‌ها دست یافت: اولین سفر دور دنیا با استفاده از انرژی خورشیدی، اولین سفر دور دنیا با کشتی خورشیدی و اولین سفر دریایی به اقیانوس هند و دریای سرخ با استفاده از انرژی خورشیدی. بزرگ‌ترین کشتی خورشیدی در دنیا و طولانی‌ترین مسیر طی‌شده توسط یک وسیله نقلیه (۶۰٬۰۲۳ کیلومتر) هم رکوردهایی هستند که این کشتی به آن‌ها دست یافته‌است.

### تمبرها
پُست موناکو بعد از اولین سفر دور دنیا با کشتی خورشیدی، یک تمبر پُستی با ارزش ۷۷ سانتیم یورو برای این سفر ماجراجویانه چاپ کرد که تصویری از پلنت‌سولار در موناکو را به همراه دارد.

## سولاراستارتوس
سولاراستراتوس پروژه‌ای است که رافائل دومجان به شکل رسمی در مارس ۲۰۱۴ آن را آغاز کرد؛ یک هواپیمای خورشیدی دونفره که توسط کالین گولوگان ساخته شده‌است. رافائل دومجان به همراه تیمش قصد دارند، به رکورد جدیدی از لحاظ ارتفاع مطلق در پرواز با این هواپیما دست یابند. دومجان انتظار دارد آن‌ها در این مأموریت موفق شوند تا به ارتفاع بیش از ۱۸۰۰۰ متری استراتوسفر برسند، ارتفاعی که تاکنون هیچ هواپیمای پیش‌رانشگری به آن دست نیافته‌است.
طبق مشخصات سولاراستراتوس، هدف پروژه این است که انرژی‌های تجدیدپذیر، به ما امکان دستیابی، به آنچه فراتر از ظرفیت روش‌های پیش‌رانشگر معمول است را بدهد. هواپیمای سولاراستراتوس در ۷ دسامبر ۲۰۱۶ برای عموم رونمایی شد. در نهایت، بعد از اجرایی شدن رکورد پرواز که برای سال ۲۰۲۲ برنامه‌ریزی شده‌است، رافائل دومجان و تیم سولاراستراتوس امیدواراند که بتوانند فناوری‌های توسعه‌یافته در مأموریت به استراتوسفر را تجاری‌سازی کنند و به‌طور خاص از طریق توسعه هواپیماهای بدون سرنشین که با انرژی خورشیدی کار می‌کنند، بتوانند تا استراتوسفر پرواز کنند.